# Lil Peep
Gustav Elijah Åhr (ur. 1 listopada 1996 w Allentown, zm. 15 listopada 2017 w Tucson), znany pod pseudonimem Lil Peep (często stylizowanym na LiL PEEP lub lil peep) – amerykański raper, piosenkarz, autor tekstów i model. Był dzieckiem absolwentów Harvardu, którzy rozwiedli się, kiedy ten był nastolatkiem, Gustav umieszczał motywy klasy pracującej w swoich kompozycjach muzycznych pomimo zamożnego pochodzenia. Był członkiem kolektywu emo rapowego o nazwie GothBoiClique. Lil Peep został uznany za wiodącą postać sceny emo rapu z połowy 2010 roku i stał się inspiracją dla wyrzutków i subkultur młodzieżowych.

## Życiorys

### Wczesne życie
Urodził się 1 listopada 1996 w Allentown w Pensylwanii jako syn nauczycielki Lizy Womack i profesora Karla Johana Åhra. Dorastał na Long Island. Jego rodzice rozwiedli się gdy był nastolatkiem. Miał szwedzkie, niemieckie (od strony ojca) i irlandzkie (od strony matki) korzenie genealogiczne.
Åhr ukończył szkołę podstawową w Lindell, następnie szkołę średnią Long Beach High School w Lindo Beach, gdzie był sklasyfikowany na liście najlepszych uczniów. Po szkole średniej ukończył internetowe kursy uzyskując dyplom. Wkrótce zaczął publikować swoje pierwsze piosenki w serwisach YouTube i SoundCloud. przed przeniesieniem się do Los Angeles, aby zacząć karierę muzyczną, pod pseudonimem Lil Peep. Powodem przeprowadzki do Los Angeles były odczucia depresyjne związane z życiem w Long Island. Pseudonim Peep przyjął od zdrobnienia używanego przez jego matkę w stosunku do syna.

### Kariera
Gdy Peep był nastolatkiem, nazywał siebie samotnikiem, który większość znajomych poznał przez internet. Inspirowany przez Seshhollowaterboyz i iLoveMakonnen tworzył muzykę, mieszkając na Long Island i tymczasowo ze swoim przyjacielem z dzieciństwa Brennan’em Savage, aż obaj zdecydowali się przenieść do Los Angeles.
Początkowo mieszkał w Skid Row (Los Angeles) w mieszkaniu Brennana. Gdy Brennan skończył studia, rozeszli się. Peep spotkał się z producentem JGRXXN i z raperami z Florydy Ghostemane i Craig Xen. Zamieszkał z nimi podczas tworzenia kolektywu Schemaposse. Według Peepa, JGRXXN potrzebował piosenkarza. Peep próbował uczęszczać do Glendale Community College podczas swojego pierwszego roku pobytu w Los Angeles.
W 2015 roku Lil Peep wydał swój pierwszy mixtape Lil Peep Part One, który został odsłuchany 4000 razy w pierwszym tygodniu od opublikowania. Wkrótce wydał swoją pierwszą EP Feelz, i kolejny mixtape Live Forever. Lil Peep zaczął zyskiwać popularność dzięki piosence „Star Shopping”. Popularność rosła po wydaniu piosenki „Beamer Boy”, dzięki której wystąpił na żywo z resztą Schemaposse w marcu 2016 r. w Tucson. Miesiąc później Schemaposse rozpadło się i Peep przestał być związany z jakimkolwiek kolektywem. Pozostawali w dobrych relacjach. Krótko po rozpadzie Peep nadal mieszkał w Skid Row (Los Angeles) i związał się z kolektywem z Los Angeles o nazwie Gothboiclique. Mixtape Crybaby powstał w czerwcu 2016 r. Według Peepa, Crybaby zostało nagrane w ciągu trzech dni mikrofonem za 150 dolarów. Większość miksu i masteringu wykonał sam.
W czerwcu 2016 r. uzyskał wsparcie First Access Entertainment (FAE). Sarah Stennett pomogła Peepowi zrealizować jego wizję. We wrześniu 2016 r. został wydany Hellboy. „Girls” czy też „OMFG” zaczęły być odtwarzane w milionach w serwisach YouTube i SoundCloud. Sukces doprowadził go do pierwszej solowej trasy po Stanach Zjednoczonych „The Peep Show” trwającej od kwietnia 2017 r. do maja 2017 r.
W maju 2017 roku, zespół Mineral oskarżył Lil Peepa o naruszenie praw autorskich, używanie sampla bez licencji z „LoveLetterTypewritter” w jego piosence „Hollywood Dreaming”. Åhr powiedział, że próbował „pokazać trochę więcej miłości” tym samplem.
Wkrótce po zakończeniu trasy, Peep wyemigrował do Londynu podczas rozejścia ze swoim kolektywem Gothboiclique. W Londynie Peep zaczął kojarzyć się z nową grupą ludzi obejmującą postaci takie jak rapera iLoveMakonnen i długoletniego przyjaciela Bexey (dawniej Bexey Swan).
Miesiąc później Peep na serwisie Instagram zapowiedział swój debiutancki album Come Over When You're Sober. Album został wydany 15 sierpnia 2017 roku. W celu promocji albumu Åhr zorganizował trasę koncertową Come Over When You’re Sober Tour, która rozpoczęła się 2 sierpnia 2017 roku i miała zakończyć się 17 listopada tego samego roku, ale została przerwana z powodu jego śmierci.
Lil Peep zmarł 15 listopada 2017 na skutek zmieszania alprazolamu z fentanylem.

### Publikacje po śmierci artysty
12 stycznia 2018 roku został wydany wspólny singel Peepa i Marshmello „Spotlight”. 15 stycznia tego samego roku został wydany singel Juicy J „Got 'Em Like”, przy którym raper współpracował z Lil Peepem oraz Wizem Khalifą.
Smokeasac, producent Lil Peepa, który wyprodukował m.in. beat do „Benz Truck” zapowiedział, że druga część albumu Come Over When You’re Sober pojawi się zapewne w trzecim lub drugim kwartale 2018 roku, gdyż Åhr skończył płytę przed swoją śmiercią.
13 maja 2018 roku został wydany kolejny singel Peepa zatytułowany „4 Gold Chains” we współpracy z Clams Casino. 20 grudnia 2017 roku pojawił się teledysk do utworu „Save That Shit” (w grudniu 2018 około 140 mln wyświetleń). 19 września 2018 roku wydano utwór „Falling Down” z gościnnym udziałem XXXTentaciona. Utwór ten początkowo nazywał się „Sunlight On Your Skin” i był nagrany wspólnie z iLoveMakonnen, ale wytwórnia wydająca singel zdecydowała, aby zamiast niego gościnnie wystąpił XXXTENTACION. 29 września 2018 wydano oryginalną wersję „Falling Down”, czyli „Sunlight On Your Skin”.
9 listopada 2018 roku został wydany album Come Over When You're Sober, Pt. 2. Wydanie albumu poprzedziło opublikowanie teledysków do utworów „Cry Alone”, „Runaway”, „Life is Beautiful” i „16 Lines”.
Jego imieniem została nazwana gwiazda „GustavLP96” albo 6397068. Był to prezent od jego starych sąsiadów – Paula i Christie, którzy obserwowali jego dorastanie na Long Island.
11 listopada 2019 (12 listopada w Polsce) premierę miał film dokumentalny o życiu Peepa pt. „Everybody’s Everything”. 15 listopada został wydany album o tym samym tytule, zawierający nowe publikacje oraz te z początków kariery artysty.

## Życie prywatne
Lil Peep miał bliskie relacje z matką. Jej inicjały oraz data urodzin na ramieniu były jego pierwszymi tatuażami w wieku czternastu lat. Zostały wykonane przez znajomego w garażu. Mama nazywała rapera „Peep”, odkąd był małym dzieckiem.
Jednym z jego ulubionych tatuaży był napis „Crybaby” na twarzy, ponieważ wiele dla niego znaczył. Pozwalał mu pozostawać wdzięcznym za to, co ma, a także nie przejmować się pieniędzmi czy innymi rzeczami, o których ludzie myślą, że są ważne.
Grał na puzonie i tubie. Interesował się muzyką i modą od najmłodszych lat. Dorastał, słuchając muzyki emo, rocka, rapu, trapu. Jego ulubionym muzykiem był Makonnen, a zespołem Fall Out Boy. Uważał siebie za ich połączenie. Nie opuszczał domu przez dwa miesiące. Słuchając piosenek, miał wrażenie wychodzenia z własnego pokoju. Wtedy zdecydował się na pisanie własnych tekstów. Pierwszy rok tworzenia muzyki był bardzo eksperymentalny. Próbował znaleźć swój dźwięk. W drugim roku wiedział, w jakim kierunku ma iść i o jakich tematach, chce śpiewać. Zaskoczeniem był dla niego szybki wzrost popularności.
Jego celem w muzyce było ratowanie ludzkiego życia, tak jak jego życie zostało uratowane. Bywał bardzo samobójczy i depresyjny, uzależnił się od narkotyków, a wielu różnych artystów pomagało mu wydostać się z tego dzięki swoim tekstom. Powiedział: „Czasami czujesz, że artysta rozmawia bezpośrednio z tobą. To właśnie próbuję zrobić z moją muzyką. Staram się myśleć o różnych problemach, z którymi mają do czynienia ludzie”. Peep aktywnie rozmawiał o swoich problemach z depresją, lękami i nadużywaniem środków odurzających. Stwierdził, że miał zaburzenia dwubiegunowe. W ostatnim wywiadzie z Zane’em Lowe’em wyznał, że jego depresja pogarsza się. W swoich tekstach i postach w mediach społecznościowych regularnie odnosił się do uzależnień od kokainy, ekstazy i xanaxu. Doradzał fanom, by unikali zażywania narkotyków.
Bał się pająków, skolopendr i oceanu. Uważał, że skolopendry go kochały i śledziły, za co on ich nienawidził. W oceanie zginęła jego ulubiona nauczycielka podczas surfingu, a także jego znajomy z sąsiedztwa.
Åhr w sierpniu 2017 opublikował na Twitterze informację, że jest biseksualistą. W tym czasie spotykał się z aktorką i piosenkarką Bellą Thorne.
W chwili śmierci mieszkał na Portobello Road w Londynie z przyjacielem i bliskim współpracownikiem Bexeyem i Smokeasakiem.

## Dyskografia

### Albumy
- Come Over When You’re Sober, Pt. 1 (2017)
- Come Over When You’re Sober, Pt. 2 (2018) – 2x platynowa płyta w Polsce[29]
- Everybody’s Everything (2019)
- Diamonds (z: ILoveMakonnen(inne języki))(2023)

### Mixtape’y
- Lil Peep Part One (2015)
- Live Forever (2015)
- Garden (z: Atoms) (2015)
- Mall Music (z: Boy Froot) (2015)
- In the Bedroom, I Confess (z: OmenXIII) (2015)
- Romeo’s Regrets (z: Bexey) (2015)
- Feelz (2015)
- Vertigo (z: John Mello) (2016)
- California Girls (z: Nedarb Nagrom) (2016)
- Dead Broke (z: ITSOKTOCRY) (2016)
- Changes (z: Meeting By Chance) (2016)
- Teen Romance (2016)
- Castles (z: Lil Tracy) (2016)
- Crybaby (2016)
- Hellboy (2016)
- Castles II (z: Lil Tracy) (2017)
- Goth Angel Sinner (2019)
- HIGH FASHION (z: Harry Fraud) (2021)
- Hate me (2024)